# Johann Friedrich Roos
Johann Friedrich Roos (* 24. Februar 1757 in Stein-Bockenheim; † 24. Dezember 1804) war ein deutscher Schulmann und Philologe.

## Leben
Johann Friedrich Roos war der Sohn des Pfarrers Johann Michael Ross (1715–1758) in Steinbockenheim. Nach dem frühen Tod seines Vaters begleitete er seine Mutter nach Darmstadt, wo er ab 1768 das Gymnasium besuchte. An der Universität Gießen studierte er ab 1775 Theologie und Philologie. 1777 kehrte er nach Darmstadt zurück und beschäftigte sich hier unter Helfrich Bernhard Wencks Aufsicht mit der Ordnung der Hofbibliothek und der Verfertigung eines Katalogs ihrer Bestände. 1778 setzte er in Erlangen seine Studien fort.
In Erlangen erlangte Roos am 20. April 1780 die Magisterwürde und wollte sich als Privatdozent habilitieren, nahm dann aber einen Ruf als vierter ordentlicher Lehrer an das Pädagogium in Gießen an und begann zugleich Vorlesungen über hebräische, griechische und englische Sprache. Er wurde 1781 dritter, 1783 zweiter, 1784 erster Lehrer und außerordentlicher Professor der Philosophie, 1789 ordentlicher Professor, 1799 Pädagogiarch und 1803 Professor der Geschichte. Unter anderem übersetzte er die Oden des Horaz (Leipzig 1791) und die Komödien des Terenz (2 Bände, Gießen 1794–1796), starb aber bereits am 24. Dezember 1804 im Alter von 47 Jahren.
Roos’ früher Tod war für Universität und Schule ein großer Verlust, denn er besaß fundierte philologische sowie historische Kenntnisse und übte seine Ämter gewissenhaft aus. Die Frequenz des von ihm reformierten Gymnasiums stieg unter ihm von 65 auf 140 Schüler, worunter viele Ausländer waren.

## Schriften (Auswahl)
- Bibliothek für Pädagogen und Erzieher. 2 Bände, 1783–1784.
- Versuche über die Classiker. Gießen 1790.
- Terenzens Lustspiele, übersetzt und commentirt. 2 Bände, Gießen 1794–1796.
- Beyträge zur historischen Kritik. Gießen 1794.
- Probleme aus der alten und neuen Geschichte. Gießen 1798.
- Untersuchung über das privilegirte Spitzbubenhandwerk in dem alten Ägypten. Gießen 1801.

Mit Professor Heinrich Martin Gottfried Köster gab Roos ferner die Teutsche Encyklopädie in Frankfurt am Main heraus, und vom 18. Band an war er ihr alleiniger Herausgeber. Er bearbeitete vom 14. Bande an das Fach der griechischen, römischen und deutschen Mythologie nebst den Antiquitäten dieser Nationen.